# آندرفنه
آندرفنه (به آلمانی: Andervenne) یک شهر در آلمان است که در امسلاند واقع شده‌است. آندرفنه ۹۲۸ نفر جمعیت دارد.